# Balhoofdplaatje

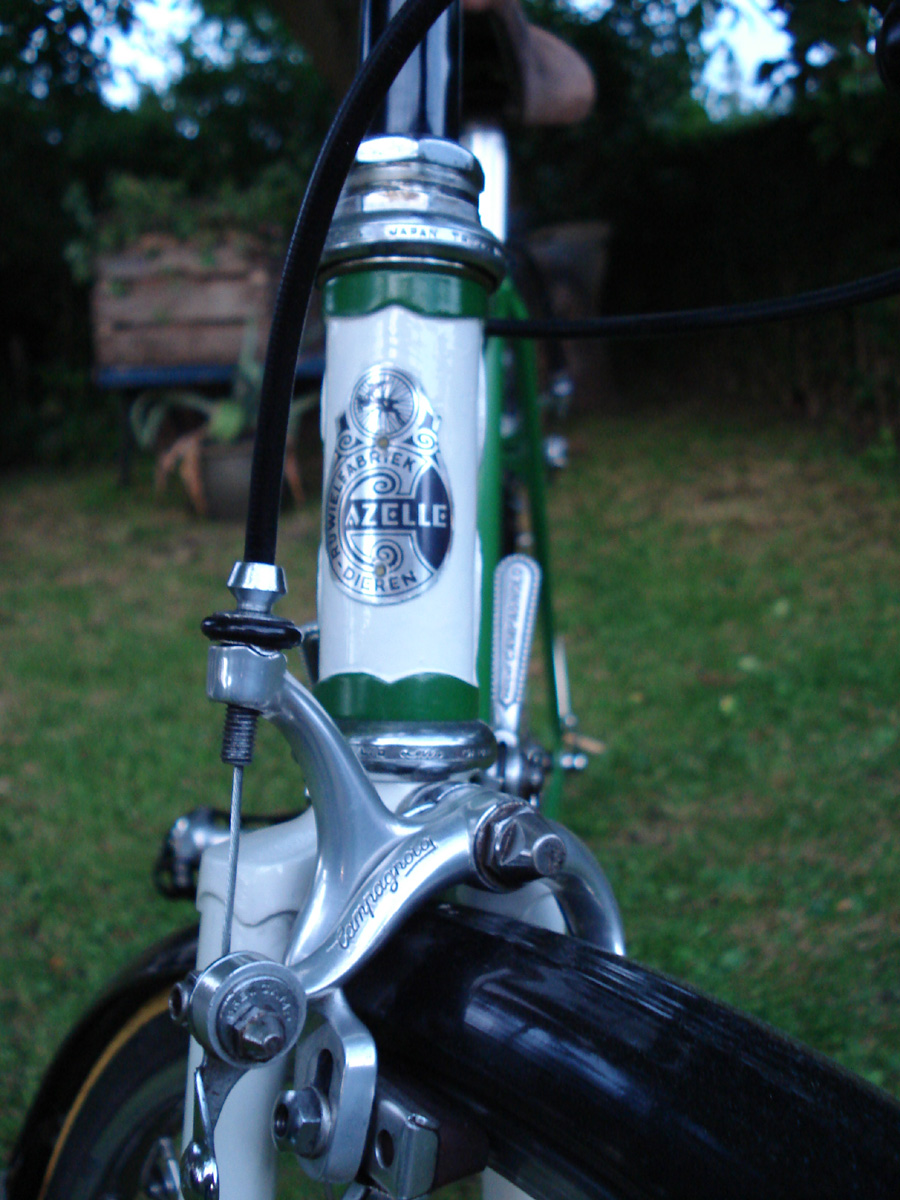

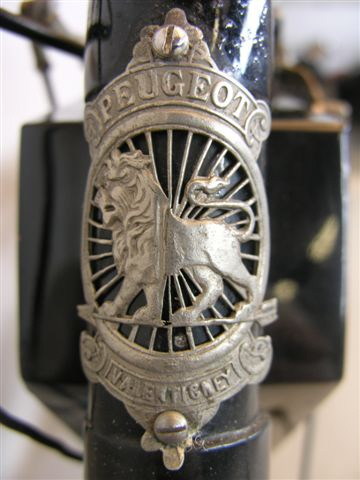

Een balhoofdplaatje is een logo van de fabrikant of het merk dat is aangebracht op de balhoofdbuis van een fietsframe.
Balhoofdplaatjes werden al eind 19e eeuw toegepast en waren vaak gemaakt van metaal. Ter bevestiging aan de balhoofdbuis kunnen daarin nagels of schroeven zijn gebruikt. Bij moderne(re) fietsen kunnen tevens, al dan niet met lijm, balhoofdplaatjes van kunststof zijn aangebracht. Ook kan een balhoofdbuis voorzien zijn van een transfer/sticker.